# Mireille Dargent
Mireille Dargent (nascuda el 1951) és una actriu de cinema francesa.

## Carrera
És més coneguda per haver aparegut a pel·lícules de Jean Rollin, com Requiem pour un vampire, al costat de Marie-Pierre Castel en els dos papers principals. Quan un agent va presentar a la Mireille a Rollin, Rollin va descobrir que li estava robant els seus salaris i se'ls quedava per a ell, en aquest moment va contractar un advocat i l'agent va ser obligat a pagar-ho tot a Mireille. Les seves altres aparicions a les pel·lícules de Rollin inclouen La Rose de fer, Les Démoniaques i Lèvres de sang. Mireille també ha treballat amb els directors directors Pierre Chevalier, Marius Lesoeur i Jacques Orth. També ha estat acreditada a les seves pel·lícules com "Dily D'Argent" i "Dily Dargent".

## Filmografia
- 1971: Requiem pour un vampire - 'Michelle'
- 1973: Avortement clandestin - 'Sophie Beltois'
- 1973: La Rose de fer - 'Clown'
- 1974: Les Démoniaques - 'Clown'
- 1975: Lèvres de sang
- 1976: Paris Porno
- 2007: La Nuit des horloges (imatges d'arxiu)